# 3. Sinfonie (Schumann)

Titelblatt der Partitur-Erstausgabe mit Zueignung für Franz Liszt.

Die 3. Sinfonie Es-Dur op. 97 (Rheinische Sinfonie) von Robert Schumann entstand zwischen dem 7. November und 9. Dezember 1850. Chronologisch ist sie somit Schumanns letzte Sinfonie, da er die 1851 in überarbeiteter Form veröffentlichte Sinfonie in d-Moll op. 120, die als seine vierte gezählt wird, bereits 1841 komponiert hatte. Die Bezeichnung Rheinische Sinfonie verweist darauf, dass das Werk kurz nach dem Umzug der Schumanns von Dresden nach Düsseldorf entstand. Die euphorische Stimmung, in die der Umzug den Komponisten versetzt hatte, schlägt sich in der lebensfrohen Grundstimmung des Werks nieder, das häufig als ein Spiegel rheinischer Fröhlichkeit interpretiert wird. Der Beiname der Sinfonie stammt von Schumanns erstem Biografen Wilhelm Joseph von Wasielewski und geht auf Schumanns Äußerung zurück, dass das Werk durch den Eindruck inspiriert sei, den der Kölner Dom auf ihn gemacht habe.

## Entstehung

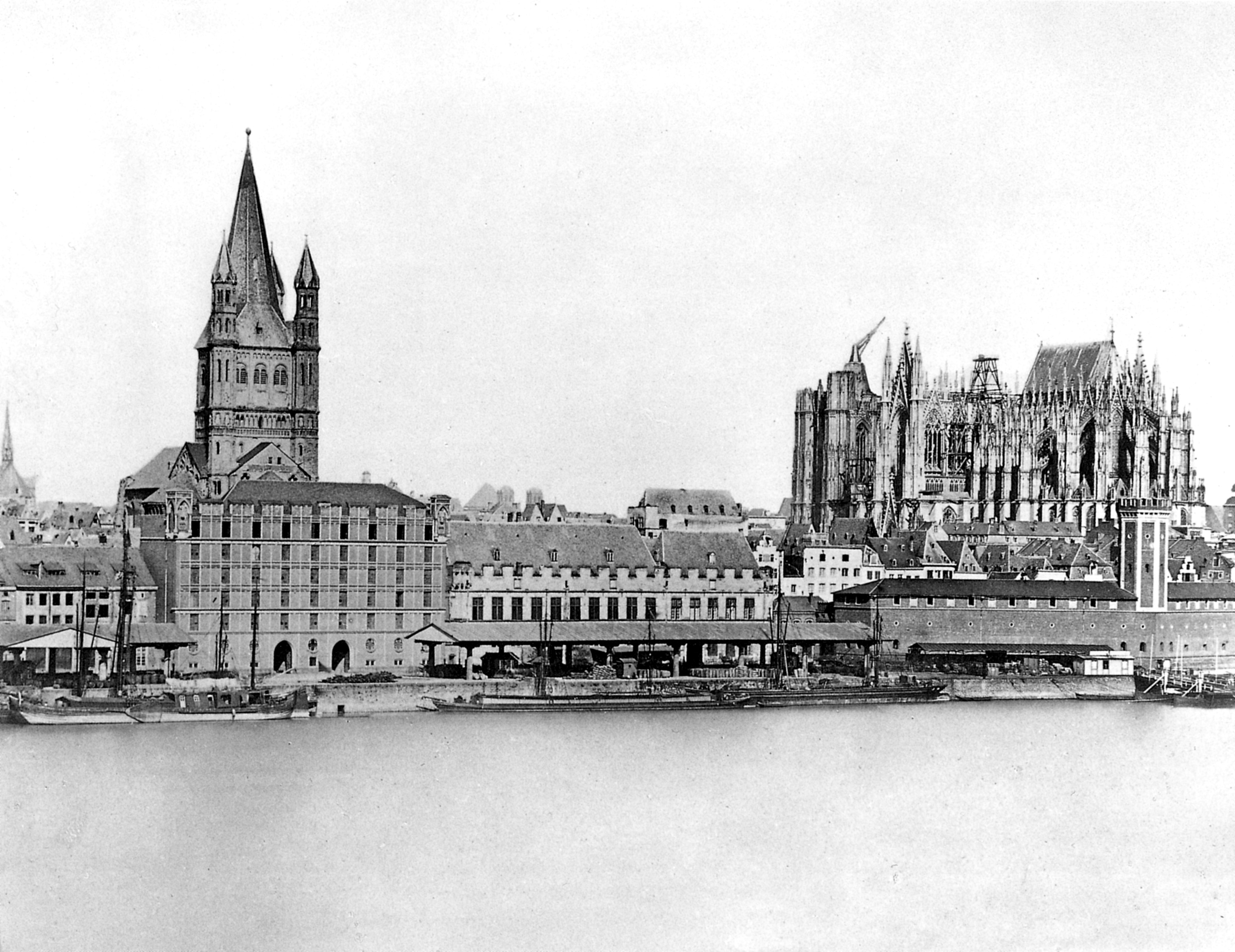
Rheinpanorama mit Kölner Dom (rechts) um 1856, sechs Jahre nach Entstehung der Sinfonie

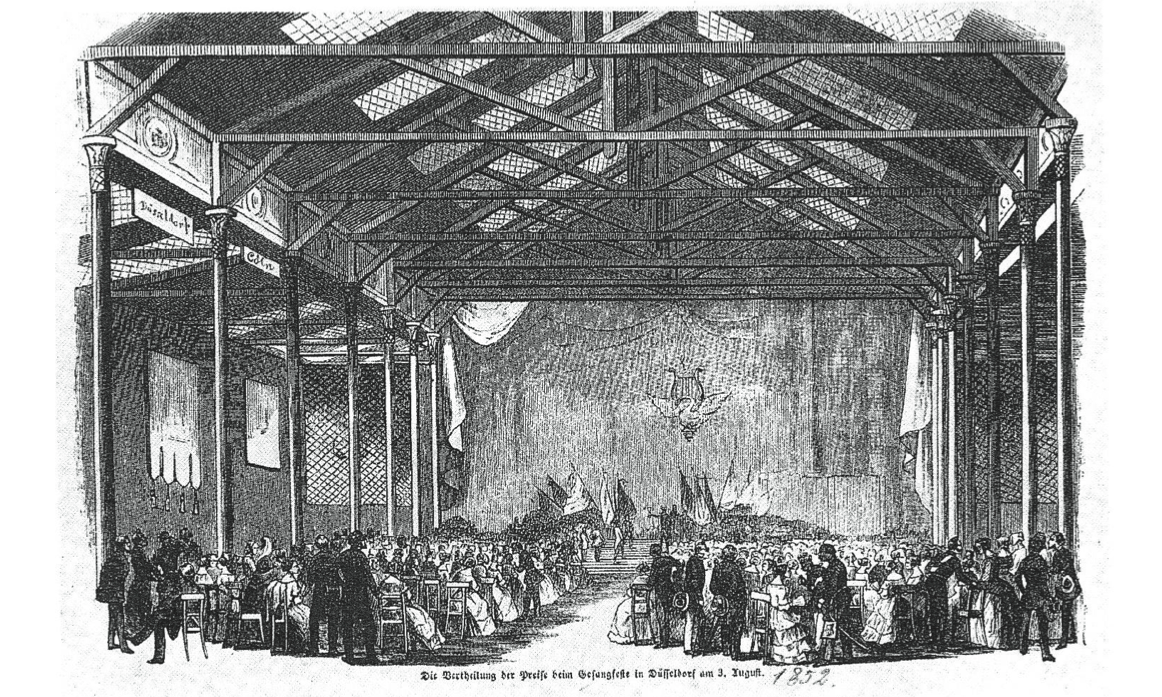
Ort der Uraufführung: Konzerthalle neben dem Geisler’schen Saal in Düsseldorf, 1852

Im September 1850 zogen Robert und Clara Schumann mit ihren Kindern nach Düsseldorf. Nachdem Robert Schumann in Sachsen eine Festanstellung verwehrt geblieben war, konnte er nun in Nachfolge von Ferdinand Hiller ein Amt als Städtischer Musikdirektor antreten. Während ihm in Leipzig und Dresden nur wenig Anerkennung zuteilgeworden war, bereiteten die Düsseldorfer ihm einen herzlichen Empfang: Bei seiner Ankunft wurde er vom Chor, der Stücke von ihm einstudiert hatte, mit einem Ständchen begrüßt und am nächsten Tag mit einem offiziellen Festakt willkommen geheißen.
Diese freundliche Aufnahme und die Freude über sein neues Wirkungsfeld versetzten Schumann in eine euphorische Stimmung, so dass er die Eindrücke der neuen Umgebung sogleich in Musik umsetzte: Im Oktober widmete er sich zunächst seinem Cellokonzert in a-Moll op. 129, ab dem 7. November begann er die Arbeit an einer neuen Sinfonie. Es ist eine Äußerung des Komponisten überliefert, dass der Anblick des Kölner Doms bei der Entstehung des Werks inspirierend gewirkt habe. Schumann hatte das zu jenem Zeitpunkt noch unvollendete Bauwerk am 29. September zum ersten Mal besichtigt, am 5. und 6. November hielt er sich ein zweites Mal in Köln auf. Die Sinfonie entstand daraufhin innerhalb sehr kurzer Zeit: Die Skizze des ersten Satzes schrieb Schumann in einem zwei Tage dauernden Schaffensrausch nieder. Nachdem die Vorbereitungen für ein Abonnementskonzert am 21. November ihn gezwungen hatten, die Arbeit an der Sinfonie ruhen zu lassen, komponierte und orchestrierte er die übrigen Sätze jeweils innerhalb weniger Tage, so dass das gesamte Werk bereits am 9. Dezember fertiggestellt war. Die Uraufführung fand 1852 im Konzertsaal neben dem Geisler’schen Saal am Flinger Steinweg in Düsseldorf statt.
Sieht man von der Überarbeitung der bereits 1841 uraufgeführten Sinfonie in d-Moll ab, blieb die dritte Schumanns letzte Sinfonie: Die anfängliche Euphorie verwandelte sich bald in Unzufriedenheit über die Unzuverlässigkeit von Chor und Orchester. Auch das Publikum wurde Schumann gegenüber kritischer, hinzu kamen schwere gesundheitliche Probleme, vermutlich infolge einer frühen Syphilis-Infektion. Anfang 1854, gut drei Jahre nach Uraufführung der dritten Sinfonie, versuchte Schumann sich durch einen Sprung in den Rhein das Leben zu nehmen, er starb zwei Jahre darauf in einer Pflegeanstalt.

## Zur Musik
Auch wenn der Einfluss der neuen Umgebung auf Schumanns dritte Sinfonie als gesichert gelten kann und die Bezeichnung als Rheinische somit gerechtfertigt ist, wäre es nicht im Sinne Schumanns, sie programmatisch aufzufassen: Die Musik beschreibt nicht tonmalerisch den Rhein oder den Dom, sondern spiegelt damit verbundene Stimmungen wider. 1835 schrieb Schumann in diesem Sinne an Wilhelm Taubert:

„Auf welche Weise Kompositionen entstehen, macht nicht viel zur Sache. Meist wissen das die Komponisten selbst nicht. Oft leitet ein äußeres Bild weiter, oft ruft eine Tonfolge wieder jenes hervor. Die Hauptsache bleibt, daß gute Musik herauskommt, die immer auch rein als Musik befriedigt.“

Musikalisch hatte Schumann es sich bei seiner Dritten zum Ziel gesetzt, eine leichtere Verständlichkeit zu erreichen, als sie seine vorherigen sinfonischen Werke boten. Auf diese Absicht geht möglicherweise auch die Tatsache zurück, dass Schumann hier erstmals deutsche statt italienische Satzbezeichnungen wählt. Einige Sätze trugen im Manuskript und im Programmheft der Uraufführung sogar Überschriften, die auf die beabsichtigte Wirkung hindeuteten, die Schumann zur Drucklegung jedoch wieder entfernte. 1842 schrieb er:

„Ein nicht gutes Zeichen für eine Musik bleibt es immer, wenn sie einer Überschrift bedarf; sie ist dann nicht der inneren Tiefe entquollen, sondern erst durch irgendeine äußere Vermittlung angeregt.“

Gegenüber der üblichen viersätzigen Form ist die Sinfonie um einen fünften Satz erweitert, ohne dadurch jedoch ungewöhnlich lang zu werden: Insbesondere der dritte Satz ist kurz, so dass die Aufführungsdauer insgesamt etwa 35 Minuten beträgt. Die Besetzung fordert ein Sinfonieorchester mit Streichern, jeweils doppelt besetzten Flöten, Oboen, Klarinetten, Fagotten, Ventilhörnern, Waldhörnern und Trompeten, drei Posaunen und Pauken.

### Erster Satz: „Lebhaft“

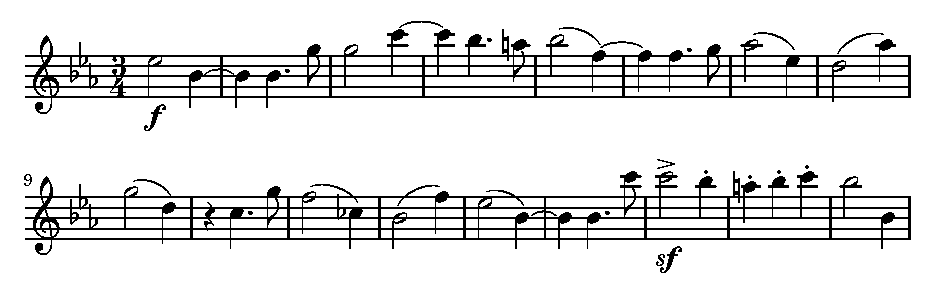
Bereits in den ersten Takten des Hauptthemas zeigt das Notenbild deutlich den Wechsel zwischen Zweier- und Dreier-Betonungen, sowie die großen Intervallsprünge.

Der erste Satz beginnt unmittelbar mit seinem markanten, schwungvollen Hauptthema. Obwohl es im 3/4-Takt notiert ist, wird das Thema zunächst hemiolisch in Zweier-Gruppen betont. Erst in Takt 7 wechselt es in einen taktgemäßen Rhythmus, um in Takt 14 wieder zu den Hemiolen zurückzukehren. Gemeinsam mit den lebhaften Intervallsprüngen trägt diese Rhythmisierung wesentlich zum energiegeladenen Charakter des Satzes bei.

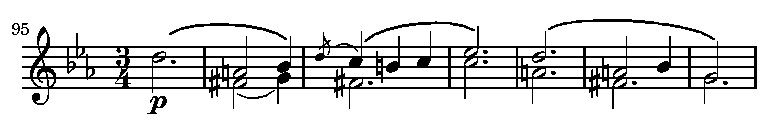
Das Seitenthema hat lyrischen Charakter und steht in Moll.

Der Satz orientiert sich an der Sonatenhauptsatzform, weicht in einigen Punkten jedoch von ihrer traditionellen Gestalt ab: So steht das Seitenthema gewöhnlich in der Dominant-Tonart, die hier Bb-Dur wäre. Schumann entscheidet sich dagegen dafür, in Takt 95 von den Oboen ein lyrisches Thema einführen zu lassen, das in g-Moll steht, der Paralleltonart von Bb-Dur. Der charakterliche Kontrast zum Hauptthema wird durch das unterschiedliche Tongeschlecht noch verstärkt. Das Seitenthema wirkt zunächst episodenhaft, bereits in Takt 111 begehrt das ursprüngliche Thema wieder auf. Die Exposition endet schließlich doch in Bb-Dur, wird jedoch – anders als traditionell üblich – nicht wiederholt.
Die Durchführung ab Takt 185 nimmt mehr Raum ein als jeder andere Formteil des Satzes. Ihre Eröffnung ist durch ausgeprägte dynamische Unterschiede gekennzeichnet und greift ein erstmals in den Takten 26 und 27 verwendetes Achtelmotiv wieder auf. In den Takten 201–272 gewinnt nun zunächst das Seitenthema an Bedeutung, wird jedoch nicht im Sinne der klassischen thematisch-motivischen Arbeit in seine Einzelteile zerlegt, sondern in unterschiedliche harmonische Zusammenhänge gestellt. Zweimal setzt das Thema hierbei piano ein (Takte 201 und 239) und markiert in beiden Fällen den Beginn eines Steigerungsprozesses, in dessen Verlauf Elemente des Hauptthemas hinzutreten: das vorwärts drängende Motiv aus den Takten 26 und 27 einerseits, markante Oktavsprünge andererseits. In Takt 273 kehrt das Hauptthema schließlich zurück, zunächst jedoch an den Charakter des Seitenthemas angepasst: Verhalten und geheimnisvoll wird es in as-Moll von Fagott und tiefen Streichern präsentiert, bei As beginnend. Ab Takt 281 erlangt es forte, in H-Dur und von den Violinen nun bei h2 begonnen seine ursprüngliche strahlende Wirkung. Eine ähnliche Wandlung erlebt das Thema ab Takt 311 ein zweites Mal, nun von es-Moll nach Fis-Dur. In beiden Fällen fehlt jedoch die triumphale Aufwärts-None aus Takt 14, stattdessen wird der Schwung des Themas an dieser Stelle mit einer dreifach wiederholten chromatischen Abwärtsbewegung abgebremst. Ab Takt 337 kehrt noch einmal das Seitenthema zurück, bevor in Takt 367 die Hörner im ursprünglichen Es-Dur signalartig mit einer gedehnten Fassung des Hauptthemas das Ende der Durchführung ankündigen. Hier nimmt Schumann den Beginn der Reprise quasi schon vorweg und verwischt somit die Grenzen der traditionellen Formteile.
Ab Takt 411 beginnt die eigentliche Reprise, in der das Hauptthema erstmals wieder in seiner ursprünglichen Form erscheint. Das Seitenthema, das in diesem Teil gewöhnlich in der Haupttonart (Tonika) steht, erscheint in Takt 457 in dessen Mollparallele, c-Moll. Die Reprise fällt mit 117 Takten eher kurz aus, nachdem die Durchführung sich bereits ausgiebig mit dem Grundmaterial des Kopfsatzes auseinandergesetzt hat: dem elanvollen, den Satz dominierenden Hauptthema, der drängenden Achtelfigur aus den Takten 26 und 27, sowie dem verhaltenen Seitenthema in Moll. Auch die Coda ab Takt 528 ist im Vergleich zu den Kopfsätzen in Schumanns übrigen Sinfonien kurz gehalten. Sie wird von Rhythmus und Melodie aus dem Kopf des Hauptthemas getragen und bestätigt somit abschließend noch einmal dessen Vorherrschaft.

### Zweiter Satz: „Scherzo: Sehr mäßig“

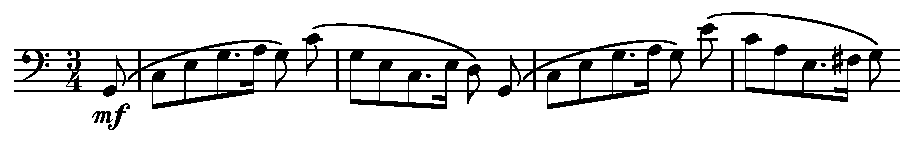
Dieses eingängige, dreiklangbetonte Thema bestimmt durch seine ständige Wiederholung den zweiten Satz.

Die Bezeichnung des zweiten Satzes ist widersprüchlich: Einerseits ist er mit Scherzo überschrieben, was gewöhnlich auf ein flottes Tempo hindeutet, andererseits setzt Schumann die Anweisung sehr mäßig hinzu. In der Tat ist der Satz eher gemächlich und hat mehr den Charakter eines Ländlers. Bestimmt wird er weitgehend von einem gemütlichen, folkloristischen Thema, das gleich zu Beginn eingeführt wird und beständig wiederkehrt. Es wurde vielfach mit dem Wogen des Rheins in Verbindung gebracht, doch sollte man diese Assoziation angesichts Schumanns Skepsis gegenüber programmatischer Musik nicht überbewerten.
Der Satz hat eine scheinbar einfache dreiteilige Form (A-B-A'), die einzelnen Teile stehen jedoch in komplexer Beziehung zueinander. In den Takten 1–16 wird das C-Dur-Thema zunächst mehrfach wiederholt und variiert, doch bereits in Takt 17 tritt ihm als Gegenpol eine unruhige, gezupfte Sechzehntel-Figur in den Streichern gegenüber, die ab Takt 29 zunächst mit dem Hauptthema kombiniert wird. Der ab Takt 33 folgende Formteil B hat den Charakter eines Trios: Er beginnt mit einem gemächlichen Hörnerquartett in der Paralleltonart a-Moll und ist durch die unterschiedlichen Klangfarben wechselnder Blechblasinstrumente geprägt. Von Anfang an stellen Achtel-Triolen ein wiederkehrendes rhythmisches Element dar. Die von den Streichern pianissimo im Hintergrund weitergeführten Sechzehntel-Figuren bringen dagegen ein bewegtes Moment in diesen Teil und stellen eine Verbindung zu Formteil A her. In Takt 50 kehrt vier Takte lang das Anfangsthema zurück, steht hier jedoch in A-Dur und wird von den für den B-Teil charakteristischen Achtel-Triolen begleitet. In Anschluss daran werden zunächst noch einmal rhythmische und motivische Elemente aus dem B-Teil aufgegriffen, bis in Takt 77 schließlich der Sog zur Reprise einsetzt, auf den im Teil A' ab Takt 79 noch einmal das Eingangsthema folgt, nun wieder in seiner ursprünglichen Tonart und den aus dem A-Teil bekannten Variationen. Ab Takt 100 bereitet Schumann den Höhepunkt des Satzes vor: Zunächst spielen die Blechbläser pianissimo nur noch Bruchstücke des Themas, ab Takt 104 bauen bewegte Streicherfiguren Spannung auf. Im nun folgenden Crescendo wird die Aufwärtsbewegung aus Takt 1 dreimal in aufsteigenden Tonarten wiederholt (F-Dur, B-Dur, G-Dur), bis Takt 108 wieder in C-Dur angelangt ist und das Thema fortissimo in voller Länge zurückkehrt. Die nun folgende kurze Coda wird von signalartigen Blechbläsern eingeleitet, schließlich erscheint das Anfangsthema piano noch ein letztes Mal und löst sich, immer leiser werdend, in einem aufsteigenden C-Dur-Dreiklang auf.

### Dritter Satz: „Nicht schnell“

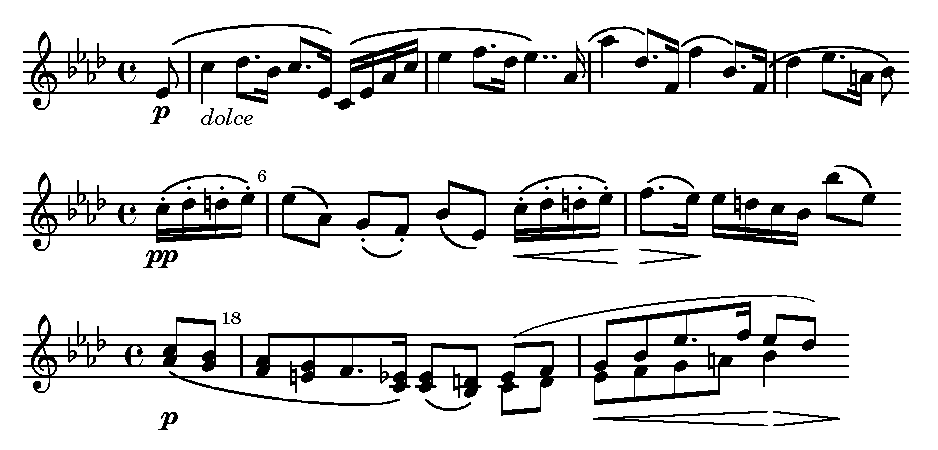
In den Takten 1, 6 und 18 tauchen die drei Themen erstmals auf, die das Material für den dritten Satz liefern.

Der dritte Satz wurde von Schumann ursprünglich als Intermezzo bezeichnet. Seine Tempoangabe nicht schnell wird gewöhnlich als andantino bzw. allegretto ausgeführt. Der kurze Satz steht in As-Dur und hat beschaulichen, kammermusikalischen Charakter. Schumann verzichtet in ihm auf den Einsatz von Schlagwerk und Blechbläsern.
Die Form des Satzes ist dreiteilig: Zunächst werden die Themen, die dem Satz das musikalische Material liefern, der Reihe nach vorgestellt (siehe Notenbeispiel). Jedes von ihnen erhält zusätzlich durch einen Wechsel in der Orchestrierung eine eigene Klangfarbe: Herrscht zu Beginn noch der Klang der Klarinetten vor, so übernehmen bereits in Takt 4 die Violinen die Führung und präsentieren ab Takt 6 das zweite Thema, die Bratschen spielen ab Takt 18 in Begleitung der Celli das dritte Thema. Der ab Takt 22 folgende Mittelteil nutzt die Tatsache, dass die Themen zum Teil harmonisch kompatibel sind: Sie werden nun abgewandelt und in wechselnder Weise miteinander verknüpft. Der Teil beginnt mit dem zweiten Thema, zu dem ab Takt 28 im Wechselspiel das dritte hinzutritt, es folgt eine Kombination der ersten beiden Themen ab Takt 36. Der Schlussteil ab Takt 45 ist durch einen As-G-Orgelpunkt gekennzeichnet. In ihm wechseln sich zunächst Bruchstücke des dritten und des ersten Themas ab, bis in Takt 52, bereits pianissimo, noch einmal der Beginn des zweiten Themas auftaucht und der Satz durch immer sparsamere Orchestrierung noch leiser werdend ausklingt.

### Vierter Satz: „Feierlich“
Den vierten Satz hatte Schumann ursprünglich mit „Im Charakter der Begleitung einer feierlichen Ceremonie“ überschrieben, diese Bezeichnung später jedoch wieder gestrichen. Er wird häufig mit der Feier anlässlich der Erhebung Johannes von Geissels zum Kardinal in Verbindung gebracht, die am 12. November 1850 im Kölner Dom stattfand. Aus Schumanns Tagebüchern ist jedoch bekannt, dass er sich an diesem Tag nicht in Köln aufhielt; somit könnte höchstens seine Vorstellung von dieser Zeremonie eine Rolle gespielt haben.

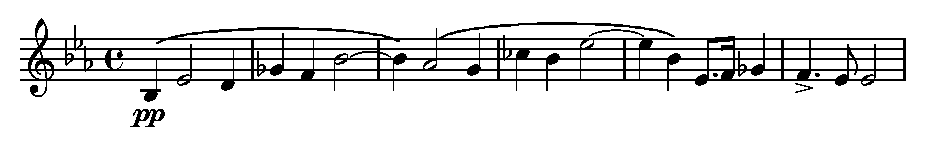
Das Thema des vierten Satzes hat sakralen Charakter. Wie das Hauptthema des ersten Satzes entwickelt es sich aus Quart-Intervallen.

Der Satz überrascht den Zuhörer in mehrfacher Hinsicht. In einer viersätzigen Sinfonie würde man an seiner Stelle einen schnellen Finalsatz erwarten; stattdessen setzt ein breites, choralartiges Thema ein, das an eine kirchliche Zeremonie in einem repräsentativen Gebäude denken lässt und dessen pathetischer Charakter sich von den übrigen Teilen der Sinfonie abhebt. Einen zusätzlichen klanglichen Akzent schafft Schumann, indem er zum ersten Mal in der ganzen Sinfonie die Posaunen einsetzt, die traditionell mit Kirchenmusik assoziiert werden. Dieser außergewöhnliche Satz wurde oftmals als erklärungsbedürftig empfunden, so notierte auch Clara Schumann:

„Welcher der 5 Sätze mir der liebste, kann ich nicht sagen… Der vierte jedoch ist derjenige, welcher mir noch am wenigsten klar ist; er ist äußerst kunstvoll, das höre ich, doch kann ich nicht so recht folgen, während mir an den anderen Sätzen wohl kaum ein Takt unklar blieb, überhaupt auch für den Laien ist die Symphonie, vorzüglich der zweite und dritte Satz sehr leicht zugänglich.“

Häufig wird der Satz als Versuch Schumanns interpretiert, durch Rückgriff auf alte, strenge Satztechniken den rheinischen Katholizismus anklingen zu lassen.

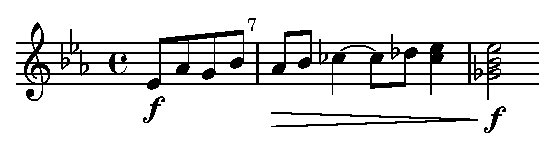
Dieses Zwischenspiel in den Takten 6–8 kehrt im ersten Teil des Satzes ständig wieder.

Nach einem sforzato-Schlag, der die Stille des dritten Satzes bricht, entwickelt sich das Thema zunächst pianissimo in den Bläsern, begleitet von gezupften Streichern. Es besteht hauptsächlich aus Quarten und erinnert an den 3. Satz (Grave) des Concerto grosso op. 6 Nr. 3 von Arcangelo Corelli sowie an die cis-Moll-Fuge aus dem ersten, sowie an die dis-Moll-Fuge aus dem zweiten Band von Bachs Wohltemperiertem Klavier. Es steht in es-Moll, der Haupttonart des Satzes, die aus dem Notenbild nicht unmittelbar ersichtlich wird, da Schumann nur drei Vorzeichen notiert. Die Themenexposition endet in Takt 6 mit einem markanten Zwischenspiel der Streicher, das vom Hauptthema abgeleitet ist.
Diese beiden Figuren liefern das Grundmaterial für den kunstvoll polyphon durchkomponierten Satz, der bisweilen als dreifach durchgeführte Fuge interpretiert wird. Das Hauptthema erscheint dabei zunächst im Kanon in der Quinte, der nach einem getragenen, von der Streicher-Achtelfigur begleiteten Steigerungsprozess in Takt 22/23 zum Höhepunkt und Abschluss des ersten Formteils führt. Der zweite Teil (Takte 23–44) wechselt vom 4/4- in einen bewegteren 3/2-Takt. In ihm wird das Thema wiederum dreifach eng geführt, jedoch in einem lauteren und drängenderen Tonfall, der durch die nun häufiger kontrapunktisch eingesetzte Nebenfigur unterstützt wird. Der Schlussteil ab Takt 45 steht in 4/2. Bis Takt 51 enthält er den aufgrund durchlaufender Achtel fließendsten Abschnitt des Satzes, in dem das Hauptthema nun prolongiert erscheint. H-Dur-Bläsersignale kündigen in den Takten 52 und 56 das Ende des Satzes an, der zuletzt ganz von dynamischen Gegensätzen lebt und forte, aber in sehr ruhigem Tempo schließt.

### Fünfter Satz: „Lebhaft“

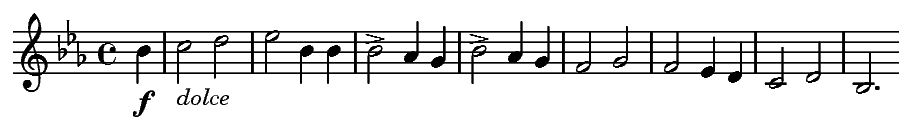
Der fünfte Satz kehrt zur unbeschwerten Heiterkeit des ersten Satzes zurück.

Nach den drei langsameren Sätzen ist der Finalsatz wieder schwungvoll und betont heiter. Sein leicht zugänglicher Aufbau und ein Repertoire an eingängigen Melodien stellen zum getragenen vierten Satz zunächst einen plötzlichen Kontrast her, in Durchführung und Coda werden jedoch in Tempo und Charakter angepasste Motive aus diesem Satz übernommen. Schumanns erster Biograph, Wilhelm Joseph von Wasielewski, bringt den Schluss der dritten Sinfonie mit der fröhlichen Geschäftigkeit der Rheinländer vor den Toren des Doms in Verbindung.

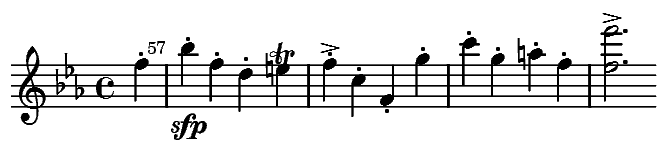
Auch das Seitenthema in B-Dur hat leichtfüßigen Charakter.

Wie der erste Satz orientiert sich auch der fünfte an einer frei interpretierten Sonatenhauptsatzform. Er setzt unmittelbar mit einem markanten, lebhaften Thema ein, das durch Auftakte und Akzente leichtfüßig und spielerisch wirkt und somit den Charakter des kompletten Satzes vorgibt. In einer Weiterentwicklung der Melodie (ab Takt 17) kommen Synkopen als weiteres rhythmisches Element hinzu. As-Dur-Vorhalte und längere Notenwerte in Takt 27 bremsen den Schwung zum ersten Mal ab. Im Folgenden steigert er sich kontinuierlich wieder und gipfelt in eine Bläser-Fanfare (Takt 47), die von den Streichern imitiert wird. Diese stellen daraufhin in Takt 57 staccato das Seitenthema in B-Dur vor. Wie das Hauptthema wirkt es unbeschwert, wenn auch weniger vorwärtsdrängend.
In der nun folgenden Durchführung taucht ab Takt 99 unvermittelt und in flottem Tempo das kurze Zwischenspiel auf, dessen ständige Wiederholung den vierten Satz geprägt hatte. Es wird zunächst solo von den hohen Streichern gespielt und ist im weiteren Verlauf in die Begleitung eingearbeitet. Die Durchführung ist hier nur kurz und gipfelt in ein neues, aufstrebendes Motiv, das an die Bläsersignale erinnert, die das Ende des vierten Satzes eingeleitet hatten. Es taucht in Takt 130 zum ersten Mal in H-Dur und in tiefer Lage auf und wird in 134 und 138 bei h beziehungsweise d1 beginnend noch zweimal angedeutet. Nach einer Strecke steigernder Bewegtheit und Lautstärke tritt es in Takt 150 in Es-Dur strahlend, forte und in voller Länge hervor und nimmt damit den Höhepunkt vorweg, der im Sonatensatz normalerweise die Rückkehr des ersten Themas in der Haupttonart bedeutet (Takt 154).
Die Coda zitiert ab Takt 271 zu einer triolischen Begleitung in den Celli das Hauptthema des vierten Satzes in bewegterer Form und strebt anschließend dem Höhepunkt des Satzes zu: Die Anweisung schneller in Takt 299 leitet eine furiose Stretta ein, die schließlich mit zwei sforzato-Schlägen die Sinfonie beendet.

## Wirkung

Erste Seite der 1851 bei Simrock erschienenen Partitur.

Die dritte Sinfonie wurde am 5. Februar 1851 im Rahmen eines bunten Konzertabends unter Schumanns Leitung in Düsseldorf uraufgeführt. Die Premiere wurde durch spontanen Applaus zwischen den Sätzen unterbrochen, eine zweite Aufführung gab es auf Wunsch des begeisterten Publikums bereits gut einen Monat später, am 13. März. Im Oktober 1851 erschien die Partitur im Verlag von Nikolaus Simrock im Druck. Noch heute zählt Schumanns Dritte aufgrund ihrer Zugänglichkeit und optimistischen Grundstimmung gemeinsam mit der Frühlings-Sinfonie zu seinen beliebtesten sinfonischen Werken.
Im Rheinland ist der Beginn des ersten Satzes darüber hinaus aufgrund seiner Verwendung als Erkennungsmelodie der seit 1957 produzierten Fernsehsendung Hier und Heute des Westdeutschen Rundfunks einem breiten Publikum bekannt, obgleich seit 1998 statt des Anfangs der Sinfonie nur noch ein auf 16 Sekunden reduziertes Arrangement des Kopfthemas zum Einsatz kommt. Die seit 1950 produzierte Radiosendung Zwischen Rhein und Weser verwendete darüber hinaus zeitweise einen Teil des zweiten Satzes. Wegen ihres hohen Bekanntheitsgrads wird die Sinfonie bisweilen als inoffizielle Hymne des Rheinlandes bezeichnet.
Nach dem Tode Schumanns hat seine dritte Sinfonie auch außerhalb Deutschlands ein begeistertes Publikum gefunden: Die erste Aufführung in England fand am 4. Dezember 1865 im Covent Garden Theatre statt, es folgten rasch Konzerte in weiteren Städten. George Grove urteilte in einem 1909 in der Zeitschrift The Musical Times erschienenen Beitrag über den ersten Satz der Sinfonie:
| “Without doubt, whenever this Vivace is heard the claims of Schumann to be a master of music in its highest form will want no other advocacy.” |  | „Zweifellos: Wann immer dieses Vivace erklingt, wird Schumanns Anspruch, ein Meister der Musik in ihrer höchsten Form zu sein, keiner weiteren Fürsprache bedürfen.“ |

Von Kollegen wurde die Sinfonie in Einzelaspekten jedoch auch kritisiert: So meinten etwa Edvard Grieg und Hans von Bülow, in dem Werk Ideen Felix Mendelssohns wiederzufinden, und Tschaikowski äußerte zur Sinfonie, in Schumanns Spätwerk würden „bei ungeschwächter Kraft des Inhalts“ die „äußeren Formmängel immer bemerkbarer“. Hiermit spielt er vor allem auf Schwächen in der Orchestrierung an, die Schumann immer wieder vorgeworfen wurden. Zahlreiche andere Autoren nehmen das Werk jedoch vor dieser Kritik in Schutz: So hält Spies die diesbezügliche Kritik für übertrieben, Schlüren sieht die dritte Sinfonie nur an wenigen Stellen von Balanceproblemen im Orchester betroffen und Dannenberg verweist darauf, dass gerade die Rheinische innerhalb von Schumanns Spätwerk nicht als beiläufige Komposition zu betrachten ist, sondern bleibende Bedeutung erlangt hat.

### Notenausgaben
- Joachim Draheim (Hrsg.), Robert Schumann: Sinfonie Nr. 3 Es-Dur op.97 (Rheinische). Studienpartitur, Breitkopf & Härtel, Wiesbaden 2003, ISMN 9790004211199 (Suche im DNB-Portal).
- Linda Corell Roesner (Hrsg.), Robert Schumann: Sinfonie Nr. 3 Es-Dur. Studienpartitur mit CD (Edition Eulenburg), Schott Music, Mainz 2007, ISBN 3-7957-6545-5.

### Einführungen und biographischer Hintergrund
- Reinhard Kapp, Robert Schumann, Sinfonie Nr. 3 Es-Dur, op.97, Rheinische. Einführung und Analyse [sowie Revision der Partitur], (Schott/Goldmann) 1981. Partitur S. 7–164, Text S. 165–235
- Karl Heinrich Wörner, Robert Schumann. Serie Piper, 1987, S. 277 ff., ISBN 3-492-10829-6
- Irmgard Knechtges-Obrecht, Schumanns Sinfonie Nr. 3, in: Wulf Konold (Hrsg.), Lexikon Orchestermusik Romantik, München: Piper 1989, S. 753–756
- Günther Spies, Reclams Musikführer Robert Schumann. Reclam, 1997, Seiten 270 ff., ISBN 3-15-010435-1
- Klaus Schweizer und Arnold Werner-Jensen, Reclams Konzertführer Orchestermusik, Reclam, 17. Auflage 2001, S. 343 ff., ISBN 3-15-010500-5
- Arnfried Edler, Robert Schumann und seine Zeit. Laaber, Neuauflage 2002, S. 200ff., ISBN 3-89007-530-4
- Margit L. McCorkle, Robert Schumann. Thematisch-Bibliographisches Werkverzeichnis, München 2003, S. 415–419

### Werkeinführungen
- Thomas Pehlken: Artikel zu Entstehungsgeschichte, Analyse und Wirkung, mit zahlreichen Hörbeispielen (als Links im Fließtext). Folge 39 der 100 Meisterwerke auf klassik.com.
- Christoph Schlüren: Die Schumannsche Eroica? Symphonie Nr. 3 in Es-Dur op. 97 „Rheinische“ (1850)
- Debora Sanny Tio: Das ultimative romantische Erlebnis: Robert Schumann: 3. Sinfonie Es-Dur, op. 97 (Rheinische)

### Noten
- 3. Sinfonie: Noten und Audiodateien im International Music Score Library Project
- Stefan Neudeck: Bearbeitung der Sinfonie für Klavier (2 Hände)

### Hörproben
- Video und Audiotrack (36:20 Minuten, Sinfonie-Orchester des KIT, YouTube-Video)
- Audiotrack (8:17 Minuten, Carl Schuricht, YouTube-Video)
- Audiotrack (30:57 Minuten, SWR Sinfonieorchester Baden-Baden und Freiburg, François-Xavier Roth, SWR2 Musikstück der Woche)